# Agromyza fusca
Agromyza fusca este o specie de muște din genul Agromyza, familia Agromyzidae, descrisă de Spencer în anul 1963. Conform Catalogue of Life specia Agromyza fusca nu are subspecii cunoscute.